# Neil Critchley
Neil Critchley (Crewe, 18 ottobre 1978) è un allenatore di calcio ed ex calciatore inglese, di ruolo centrocampista.

## Carriera

### Calciatore
Ha giocato nel settore giovanile del Crewe Alexandra e ha esordito sotto la guida di Dario Gradi. A soli 24 anni decise di ritirarsi per concentrarsi sulla carriera di allenatore.

### Allenatore
Dopo aver fatto da assistente a Gradi e Steve Holland, nel Crewe Alexandra, nel 2013 viene ingaggiato dal Liverpool come allenatore della squadra Under-18. Nel 2020 diventa allenatore del Blackpool, club di Football League One. Nel 2022 lascia il Blackpool per fare da assistente a Steven Gerrard all'Aston Villa. Nel dicembre dello stesso anno diventa l'allenatore del QPR, con cui ottiene una sola vittoria – in occasione della partita d'esordio – prima di essere esonerato. Nella stagione 2023-2024 fa ritorno al Blackpool, mentre il 15 ottobre 2024 sostituisce Steven Naismith sulla panchina degli Hearts in Scottish Premiership. Il 26 aprile 2025 viene esonerato.

## Statistiche

### Statistiche da allenatore
Statistiche aggiornate al 3 maggio 2025.
| Stagione            | Squadra          | Campionato       | Campionato | Campionato | Campionato | Campionato | Coppe nazionali | Coppe nazionali | Coppe nazionali | Coppe nazionali | Coppe nazionali | Coppe continentali | Coppe continentali | Coppe continentali | Coppe continentali | Coppe continentali | Altre coppe | Altre coppe | Altre coppe | Altre coppe | Altre coppe | Totale | Totale | Totale | Totale | % Vittorie | Piazzamento |
| Stagione            | Squadra          | Comp             | G          | V          | N          | P          | Comp            | G               | V               | N               | P               | Comp               | G                  | V                  | N                  | P                  | Comp        | G           | V           | N           | P           | G      | V      | N      | P      | %          | Piazzamento |
| ------------------- | ---------------- | ---------------- | ---------- | ---------- | ---------- | ---------- | --------------- | --------------- | --------------- | --------------- | --------------- | ------------------ | ------------------ | ------------------ | ------------------ | ------------------ | ----------- | ----------- | ----------- | ----------- | ----------- | ------ | ------ | ------ | ------ | ---------- | ----------- |
| mar. 2020           | Blackpool        | FL1              | 2          | 0          | 1          | 1          | FACup+CdL       | 0+0             | 0+0             | 0+0             | 0+0             | -                  | -                  | -                  | -                  | -                  | -           | -           | -           | -           | -           | 2      | 0      | 1      | 1      | &0,00      | Sub,        |
| 2020-2021           | Blackpool        | FL1              | 46+3       | 23+2       | 11+1       | 12         | FACup+CdL       | 4+1             | 2+0             | 1+1             | 1+0             | -                  | -                  | -                  | -                  | -                  | EFL         | 4           | 1           | 3           | 0           | 58     | 28     | 17     | 13     | 48,28      | 3° (prom)   |
| 2021-2022           | Blackpool        | FLC              | 46         | 16         | 12         | 18         | FACup+CdL       | 1+2             | 0+1             | 0+0             | 1+1             | -                  | -                  | -                  | -                  | -                  | -           | -           | -           | -           | -           | 49     | 17     | 12     | 20     | 34,69      | 16°         |
| dic. 2022-feb. 2023 | QPR              | FLC              | 11         | 1          | 5          | 5          | FACup+CdL       | 1+0             | 0+0             | 0+0             | 1+0             | -                  | -                  | -                  | -                  | -                  | -           | -           | -           | -           | -           | 12     | 1      | 5      | 6      | &8,33      | Sub, Eson   |
| 2023-2024           | Blackpool        | FL1              | 46         | 21         | 10         | 15         | FACup+CdL       | 4+2             | 2+1             | 1+0             | 1+1             | -                  | -                  | -                  | -                  | -                  | EFL         | 7           | 5           | 1           | 1           | 59     | 29     | 12     | 18     | 49,15      | 8°          |
| ago. 2024           | Blackpool        | FL1              | 2          | 0          | 0          | 2          | FACup+CdL       | 0+1             | 0+1             | 0+0             | 0+0             | -                  | -                  | -                  | -                  | -                  | EFL         | -           | -           | -           | -           | 3      | 1      | 0      | 2      | 33,33      | Eson        |
| Totale Blackpool    | Totale Blackpool | Totale Blackpool | 142+3      | 60+2       | 34+1       | 48         |                 | 15              | 7               | 3               | 5               |                    | -                  | -                  | -                  | -                  |             | 11          | 6           | 4           | 1           | 171    | 75     | 42     | 54     | 43,86      |             |
| ott. 2024-apr. 2025 | Hearts           | SPL              | 26         | 11         | 5          | 10         | SC+CdL          | 4+-             | 2+-             | 1+-             | 1+-             | UECL               | 5                  | 1                  | 1                  | 3                  | -           | -           | -           | -           | -           | 35     | 15     | 6      | 14     | 42,86      | Sub, Eson   |
| Totale carriera     | Totale carriera  | Totale carriera  | 182        | 74         | 45         | 63         |                 | 20              | 9               | 4               | 7               |                    | 5                  | 1                  | 1                  | 3                  |             | 11          | 6           | 4           | 1           | 218    | 90     | 54     | 74     | 41,28      |             |